# Lincoln Premiere

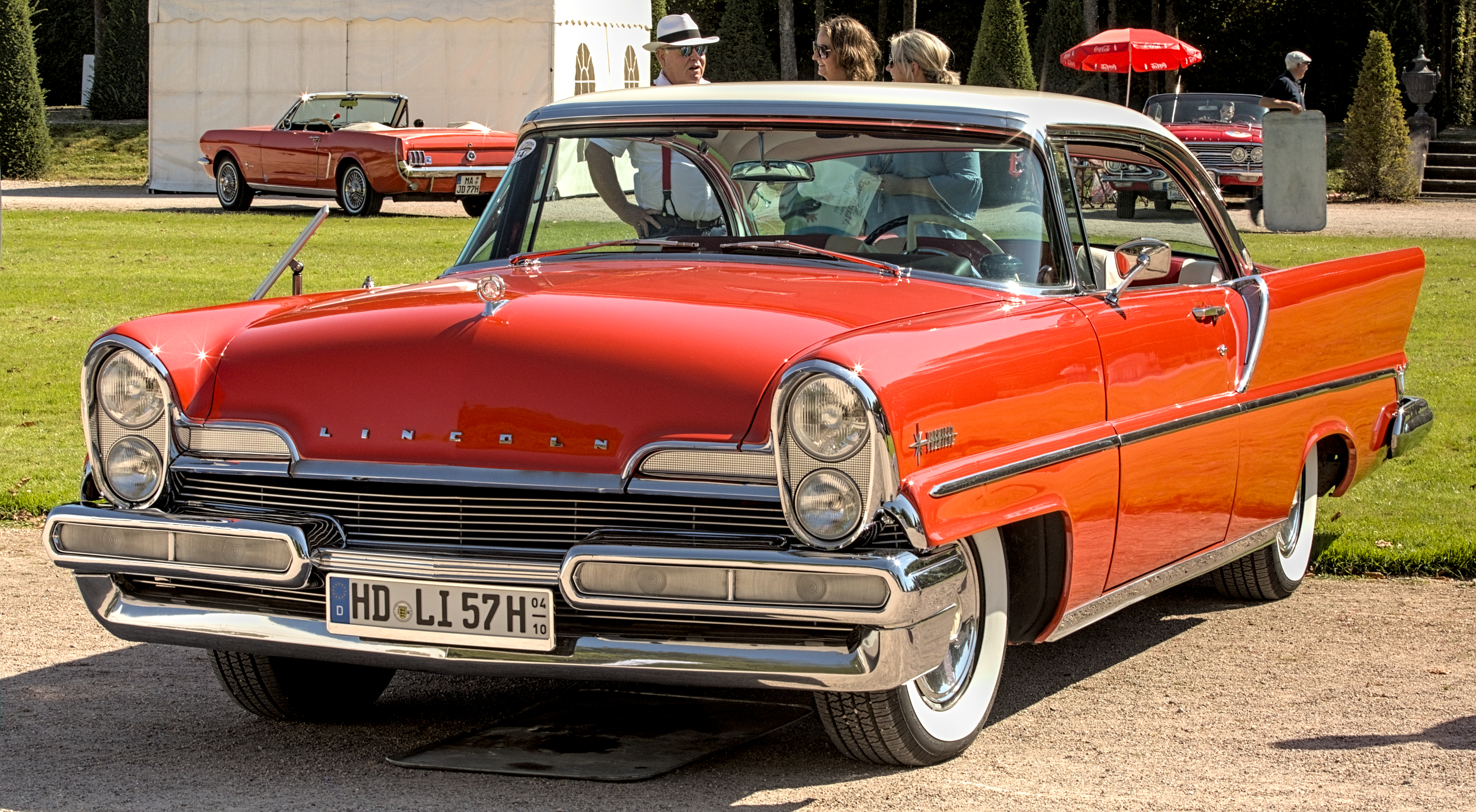
Lincoln Premiere Hardtop 2 Türen (1957)

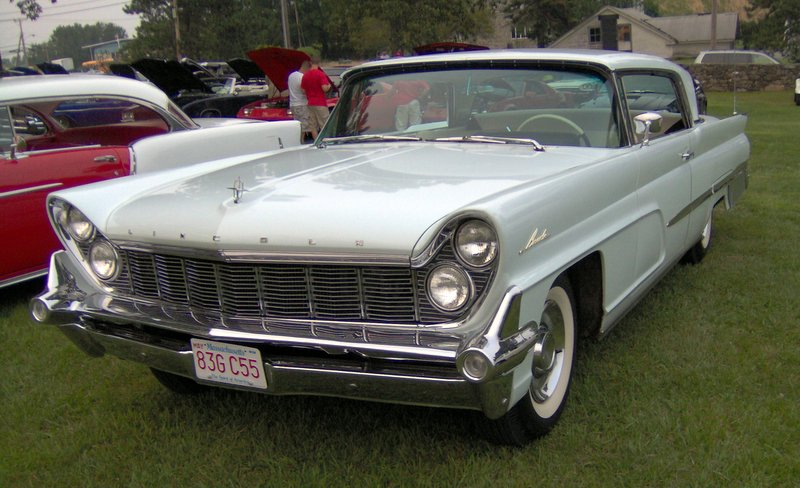
Lincoln Premiere Hardtop-Coupé (1959)

Der Lincoln Premiere war ein Luxuswagen, der in den Modelljahren 1956 bis 1960 von Lincoln hergestellt wurde.

## Von Jahr zu Jahr

### Die Premiere-Vorboten
Als Ausgangspunkt für die Neugestaltung der Lincoln Fahrzeuge für das Jahr 1956 gelten zwei Konzeptfahrzeuge: Der Mercury-800 und der Lincoln Futura. Beide wurden maßgeblich von Ford-Chefdesigner John Najjar mitgestaltet.
Der Mercury XM-800 wurde erstmals auf der Chicago Motor Show im Jahr 1954 gezeigt. Neben dem zukunftsweisenden Design, das ganze Generationen von Automobilen der Ford Motor Company beeinflusste, war der nicht funktionsfähige Wagen auch konstruktiv interessant, bestand doch seine Karosserie aus Kunststoff.
Ähnlich wie der XM-800 war auch der Lincoln Futura ein reines Ausstellungsstück, das zwar funktionierte, aber nie für die Straße zugelassen wurde. Bill Schmidt arbeitete mit Najjar am bei Ghia in Italien handgefertigten metallic-weissen Cabriolet. Ausgerüstet mit einem V8-Motor und auf einem Continental Mark II Chassis aufsetzend wurde das Konzeptfahrzeug 1955 nicht nur als Showcar auf Messen genutzt, sondern hatte auch Auftritte in Filmen.

### 1956
In diesem Jahr löste der Premiere den Capri als Spitzenmodell ab. Die Wagen waren gründlich überarbeitet worden. Die Heckflossenmodelle hatten nun eine nach vorne geneigte Front, die Scheinwerfer hatten Schuten erhalten und die seitlichen Chromleisten hatten einen z-förmigen Einsatz auf Höhe der hinteren Türen erhalten. Die Karosserien – eine viertürige Limousine, ein zweitüriges Hardtop-Coupé und ein zweitüriges Cabriolet – hatten um ca. 75 mm in der Länge gegenüber den Vorjahresmodellen zugelegt.
Wie seine Schwestermodelle hatte der Premiere  einen obengesteuerten V8-Motor mit 6030 cm³ Hubraum, der 285 bhp (210 kW) bei 4600/min entwickelte. Die Motorkraft wurde über ein dreistufiges Automatikgetriebe an die Hinterräder weitergeleitet.

### 1957
Die Karosserien bekamen eine deutliche Überarbeitung. Unterhalb der Hauptscheinwerfer wurden zwei Zusatzscheinwerfer eingesetzt. Die Heckflossen wurden dramatisch vergrößert, sodass die Heckleuchten in einem Winkel von 30° nach hinten geneigt waren. Die seitlichen Chromleisten verliefen wieder gerade, hatten aber im Bereich der hinteren Kotflügelenden ein V integriert. Front- und Heckscheiben waren als Panoramascheiben ausgeführt. Zu den drei Karosserieformen des Vorjahres kam eine viertürige Hardtop-Limousine dazu.
Die Leistung des unverändert großen Motors stieg auf 300 bhp (221 kW) bei 4.800/min Elektrisch verstellbare Sitze, elektrische Fensterheber, Servolenkung und Bremskraftverstärker gehörten ab diesem Jahr zur Serienausstattung.

### 1958 bis 1960
Für das Modelljahr 1958 wurde der Lincoln Premiere gänzlich neu konstruiert. Statt des bisherigen separaten Rahmens verfügte das Fahrzeug nun über eine selbsttragende Karosserie. Der Premiere wurde deutlich länger. Sein Radstand wuchs auf 3327 mm; die Außenlänge nahm um 125 mm zu. Die Karosserie wurde gänzlich neu gestaltet. Der Kühlergrill wurde etwas höher, und die Doppelscheinwerfer waren schräg gestellt. Neu waren die scharf geschnittene Heckflossen. Um den größeren und schwereren Wagen adäquat anzutreiben, gab es einen größeren Motor mit 7046 cm³ Hubraum, der eine Leistung von 375 bhp (276 kW) bei 4800/min abgab.
Die Modellpalette des Premiere beschränkte sich ab 1958 auf eine viertürige Limousine und ein zweitüriges Coupé. Das Cabriolet wurde ab 1958 nicht mehr angeboten.
Für die Modelljahre 1959 und 1960 wurde die Konstruktion des Premiere im Wesentlichen unverändert übernommen. Auch die Karosserie blieb erhalten; die Modifikationen beschränkten sich auf seitliche Zierleisten an den Kotflügeln (1959) und neue Frontstoßstangen, die nun sog. „Dagmar Bumpers“ aufwiesen (1960). Bei ihnen handelte es sich um runde verchromte Stoßstangenaufsetzer, die eine Assoziation zu weiblichen Brüsten herstellen sollten.
Die Leistung der ansonsten unveränderten Motoren wurde 1959 auf 350 SAE-PS und 1960 auf 315 PS reduziert.
Der Premiere besetzte ab 1958 den mittleren Platz in der Markenhierarchie. Neues Spitzenmodell war der Continental Mark III, der technisch mit dem Premiere identisch war und auch die gleiche Karosserie verwendete, aber deutlich besser ausgestattet war. Der Mark III wurde offiziell nicht als Lincoln, sondern als Continental vermarktet. 1959 hieß das Spitzenmodell Continental Mark IV und 1960 Continental Mark V. Sie behielten ihre grundsätzliche Übereinstimmung mit dem Premiere in dieser Zeit bei.
Ab 1961 gab es die beiden einfacher ausgestatteten Serien Capri und Premiere nicht mehr. Nur noch der Lincoln Continental wurde angeboten, der eine vollständig andere Karosserie aufwies.

## Produktionszahlen
| Baujahr | Limousine | Hardtop-Limousine | Hardtop-Coupé | Cabriolet | Gesamt  |
| ------- | --------- | ----------------- | ------------- | --------- | ------- |
| 1956    | 19.465    |                   | 19.619        | 2.447     | 41.531  |
| 1957    | 5.139     | 11.223            | 15.185        | 3.676     | 35.223  |
| 1958    | 1.660     | 5.572             | 3.043         |           | 10.275  |
| 1959    | 1.312     | 4.606             | 1.963         |           | 7.881   |
| 1960    | 1.010     | 4.200             | 1.364         |           | 6.574   |
| Gesamt  | 28.586    | 25.601            | 41.174        | 6.123     | 101.484 |